# 本田秀夫
本田 秀夫（ほんだ ひでお、1964年 - ）は、日本の医学者、精神科医、信州大学医学部附属病院子どものこころ診療部部長。

## 来歴
- 1988年 - 東京大学医学部医学科卒業。東京大学医学部附属病院精神神経科医員
- 1990年 - 国立精神・神経センター武蔵病院精神科医員
- 1991年 - 横浜市総合リハビリテーションセンター発達精神科医員
- 1998年 - 博士（医学）（東京大学）[1][2]
- 2009年 - 横浜市総合リハビリテーションセンター発達支援担当部長兼横浜市西部地域療育センター長
- 2011年 - 山梨県立こころの発達総合支援センター初代所長[1]
- 2014年 - 信州大学医学部附属病院子どものこころ診療部部長

## 人物
- 特定非営利活動法人ネスト・ジャパン代表理事、Autism（イギリス）編集委員、長野県発達障がい情報・支援センター長も兼務している[3]。

## 学会
- 日本児童青年精神医学会代議員
- 日本自閉症協会理事
- 日本自閉症スペクトラム学会会長
- 日本発達障害学会評議員

## 出演

### TV
- プロフェッショナル 仕事の流儀（NHK総合）
- ハートネットTV（NHK Eテレ）

### DVD
- 『大人の自閉症スペクトラム (DVD3巻セット)』NHK厚生文化事業団。

## 著書

### 単著
- 『自閉症スペクトラム－10人に1人が抱える「生きづらさ」の正体』〈SB新書〉2013年3月。ISBN 9784797372670。
- 『子どもから大人への発達精神医学 —自閉症スペクトラム・ADHD・知的障害の基礎と実践』金剛出版、2013年10月。ISBN 9784772413312。
- 『自閉スペクトラム症の理解と支援 —子どもから大人までの発達障害の臨床経験から』星和書店、2017年12月。ISBN 9784791109715。
- 『ひとりひとりの個性を大事にする にじいろ子育て (健康ライブラリー)』講談社、2018年4月。ISBN 9784062598699。
- 『発達障害－生きづらさを抱える少数派の「種族」たち』〈SB新書〉2018年12月。ISBN 9784797398328。
  - 『発達障害－生きづらさを抱える少数派の「種族」たち 大活字版』〈SB新書〉2021年4月。ISBN 9784815611132。
- 『あなたの隣の発達障害』小学館、2019年2月。ISBN 9784093886406。
- 『「しなくていいこと」を決めると、人生が一気にラクになる 精神科医が教える「生きづらさ」を減らすコツ』ダイヤモンド社、2021年9月。ISBN 9784478112571。
- 『子どもの発達障害－子育てで大切なこと、やってはいけないこと』〈SB新書〉2021年10月。ISBN 9784815604615。
- 『学校の中の発達障害－「多数派」「標準」「友達」に合わせられない子どもたち』〈SB新書〉2022年9月。ISBN 9784815615833。
- 『10代からのメンタルケア　「みんなと違う」自分を大切にする方法』KADOKAWA、2023年2月。ISBN 9784048974110。
- 『マンガでわかる 発達障害の子どもたち－自閉スペクトラムの不可解な行動には理由がある』SBクリエイティブ、2023年9月。ISBN 9784815619459。
- 『知的障害と発達障害の子どもたち』〈SB新書〉2024年3月。ISBN 9784815621636。
- 『新訂増補 子どもから大人への発達精神医学：神経発達症の理解と支援』金剛出版、2025年4月。ISBN 9784772420952。
- 『はじめて学ぶ自閉スペクトラム症：診断から実践へ』金剛出版、2025年6月。ISBN 9784772421034。
- 『発達障害･「グレーゾーン」の子の不登校大全』フォレスト出版、2025年6月。ISBN 9784866808574。

### 共著
- 『幼児期の理解と支援―早期発見と早期からの支援のために (発達障害の臨床的理解と支援)』金子書房、2012年2月。ISBN 9784760894222。
- 『統合失調症とその関連病態:ベッドサイド・プラクティス』星和書店、2012年5月。ISBN 9784791108091。
- 『なぜアーティストは生きづらいのか？　個性的すぎる才能の活かし方』リットーミュージック、2016年4月。ISBN 9784845628049。
- 『知的障害・発達障害のある子どもの住まいの工夫ガイドブック ―危ない! 困った! を安全・安心に』中央法規出版、2016年8月。ISBN 9784805853825。
- 『知ってほしい 乳幼児から大人までのADHD・ASD・LD ライフサイクルに沿った 発達障害支援ガイドブック』診断と治療社、2017年6月。ISBN 9784787822550。
- 『こころの医学入門: 医療・保健・福祉・心理専門職をめざす人のために』中央法規出版、2017年9月。ISBN 9784805854952。
- 『最新図解 女性の発達障害サポートブック (発達障害を考える心をつなぐ)』ナツメ社、2019年2月。ISBN 9784816366031。
- 岩波明 監修『おとなの発達障害 : 診断・治療・支援の最前線』光文社、2020年8月。ISBN 9784334044916。

### 編著
- 『アスペルガー症候群のある子どものための新キャリア教育: 小・中学生のいま、家庭と学校でできること』金子書房、2013年4月。ISBN 9784760821686。
- 『発達障害の早期発見・早期療育・親支援』金子書房、2016年2月。ISBN 9784760895458。
- 『日常診療における成人発達障害の支援:10分間で何ができるか』星和書店、2020年3月。ISBN 9784791110483。
- 『公認心理師の基礎と実践 障害者・障害児心理学』遠見書房、2020年3月。ISBN 9784866160634。

### 監修
- 『自閉症スペクトラムがよくわかる本 (健康ライブラリー イラスト版)』講談社、2015年6月。ISBN 9784062597937。
- 『発達障害のわたしのこころの声: 生活・仕事で困る理由&困らない工夫』学研教育出版、2015年7月。ISBN 9784054061866。
- 『自閉症スペクトラムの子のソーシャルスキルを育てる本 幼児・小学生編 (健康ライブラリー)』講談社、2016年10月。ISBN 9784062598538。
- 『自閉症スペクトラムの子のソーシャルスキルを育てる本 思春期編 (健康ライブラリー)』講談社、2016年11月。ISBN 9784062598545。
- 『ADHDの子の育て方のコツがわかる本 (健康ライブラリー)』講談社、2017年10月。ISBN 9784062598620。
- 『発達障害がよくわかる本(健康ライブラリー)』講談社、2018年9月。ISBN 9784065129418。
- 大島郁葉 編『おとなの自閉スペクトラム : メンタルヘルスケアガイド』金剛出版、2022年11月。ISBN 9784772419307。
- 『発達障害の人に聞きました ～自閉スペクトラム症（ASD）の人に教わったこと～』星和書店、2024年2月。ISBN 9784791111275。

## 関連人物
- 岩波明
- 岡田尊司
- 柏淳
- 加藤進昌
- 松本俊彦